# نصر بن مشرف الروادفي
نصر بن مشرف الروادفي (توفي 1032) كان قائد قلعة المنيقة و حاكم جبل الرواديف قرب أنطاكية.

## حياته
في 1027م، تمكن حاكم حلب صالح بن مرداس من الانتصار على حاكم أنطاكية الرومي مايكل سبونديليس غير المؤهل عسكرياً. بالرغم من ذلك، نجح بوثوس ارغيروس من أسر الروادفي حاكم جبل الرواديف المتنازع عليها والذي ادعى أنه حليف الروم. بعدها تمكن الروادفي من إقناع حاكم أنطاكية بضرورة بناء قلعة المنيقة ليزيد من سيطرة الروم في المنطقة، واقتنع حاكم أنطاكية برأي الروادفي وقرر بناء القلعة من تمويل الروم بحسب المؤرخ جون سكيليتزيس، ووضع 1000 جندي رومي لحمايتها، كما قرر الإمبراطور رومانوس الثالث أرغيروس ترقية الروادفي لبطريق رومي.
بعد اكتمال بناء القلعة، أرسل الروادفي خبراً إلى قاضي طرابلس وقائد المنطقة الفاطمي للهجوم على الحامية الرومية. وبعد قتل الحرس والاستيلاء عليها، نجح الروادفي في السيطرة على قلعة بني قحطان أيضأ. بعدها حاول احتلال مرقية لكن تمكن حاكم أنطاكية نيكيتاس من ميسثيا من رده الحصار.
في عام 1031م، حاول نيكيتاس السيطرة على المنيقة لكن تمكن جند الروادفي من حرق معدات الحصار ليلاً ليضطر الروم للانسحاب. بعد عام واحد، نجح نيكيتاس في السيطرة على القلعة بعد حصار 13 يوماً، وأسر زوجة الروادفي وبناته الأربع بينما تمكن الروادفي من الفرار.
في عام 1032م، قُتل الروادفي وهو يحارب الروم بالقرب من طرابلس.